# Sagittarius
Sagittarius, também conhecida como Sagitário ou Arqueiro, é uma constelação do zodíaco. O genitivo, usado para formar nomes de estrelas, é Sagittarii.
As constelações vizinhas, segundo a padronização atual, são a Águia, o Escudo, a Cauda da Serpente, o Serpentário, a Coroa do Sul, o Telescópio, o Microscópio e o Capricórnio.
No mito grego, o Sagitário está relacionado com Quíron, um centauro diferente dos demais de sua raça por ser extremamente educado, tutor de vários heróis gregos e doutor em diversas ciências e ofícios.

## Meteoros
Nesta constelação localiza-se o radiante da chuva de meteoros conhecida como sagitarídeos, que pode ser observada todo ano por volta do dia 27 de maio.

## Visualização
As estrelas mais brilhantes da constelação de Sagitário formam um asterismo facilmente reconhecível conhecido como "chaleira". As estrelas Delta Sagittarii (Kaus Media), Epsilon Sagittarii (Kaus Australis), Zeta Sagittarii (Ascella) e Phi Sagittarii (Nanto) formam o corpo da chaleira; Lambda Sagittarii (Kaus Borealis) é o pegador da tampa; Gamma1 Sagittarii e Gamma2 Sagittarii (Al Nasl) é a ponta do bico; e Sigma Sagittarii (Nunki) junto com Tau Sagittarii formam o pegador.
As estrelas Zeta Sagittarii (Ascella) com magnitude 2,59 e Tau Sagittarii marcam a parte debaixo do pegador.
Para completar a metáfora da chaleira, sob boas condições de observação, é possível ver uma área densa da Via Láctea em forma de arco subindo na direção noroeste sobre o bico, como o vapor saindo de uma chaleira com água fervendo.
Digno de nota também é que o centro da Via Láctea se encontra na direção desta constelação.

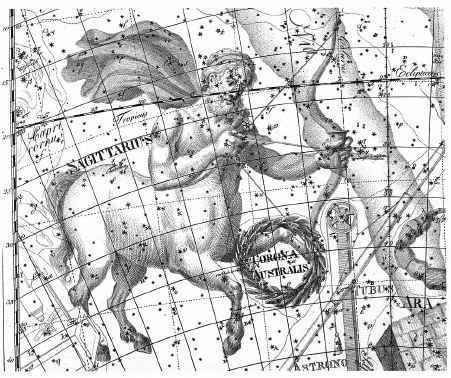
Uma representação do Sagitário no céu, de Johann Elert Bode
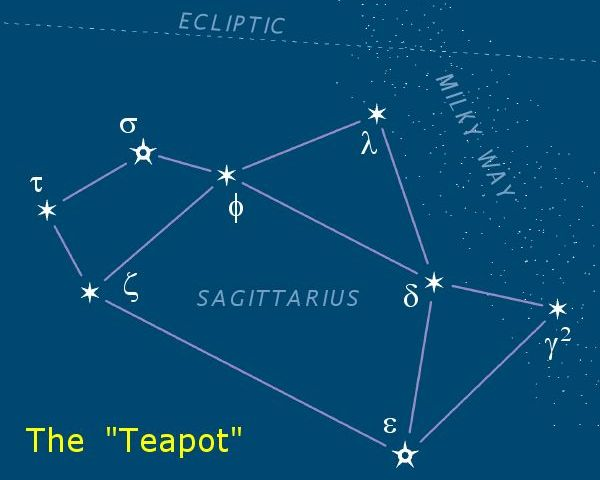
O asterismo da chaleira na constelação do Sagitário. A Via-Láctea seria o "vapor" saindo do bico